# Matematički odsjek PMF-a u Zagrebu
Matematički odsjek jedan je od sedam odsjeka Prirodoslovno-matematičkog fakulteta Sveučilišta u Zagrebu. Ustrojen je obavljanje djelatnosti visokog obrazovanja i znanosti u polju matematike. Sjedište odsjeka je u Zagrebu, Bijenička cesta 30.

## Ustrojstvo
Na čelu odsjeka je pročelnik, trenutno prof. dr. sc. Igor Pažanin. U svom ustrojstvu odsjek ima sedam zavoda: 
- Zavod za algebru i osnove matematike
- Zavod za geometriju
- Zavod za matematičku analizu
- Zavod za numeričku matematiku i znanstveno računanje
- Zavod za računarstvo
- Zavod za primijenjenu matematiku
- Zavod za teoriju vjerojatnosti i matematičku statistiku
- Zavod za topologiju.

U zavodima radi oko stotinu zaposlenih.

## Studiji
Provode se preddiplomski, diplomski, integrirani preddiplomski i diplomski te poslijediplomski sveučilišni studiji. Preddiplomski studiji su studij matematike i studij matematike, nastavnički smjer. Nakon preddiplomskog studija studenti prijavljuju se na jedan od diplomskih studija: teorijske matematike, računarstva i matematike, primijenjene matematike, matematičke statistike, financijske i poslovne matematike, matematike i informatike, smjer nastavnički, ili diplomski studij matematike, smjer nastavnički. Postoji jedan integrirani preddiplomski i diplomski studij, studij matematike i fizike, smjer nastavnički. 
Odsjek provodi specijalistički poslijediplomski studij aktuarske matematike i zajednički sveučilišni poslijediplomski doktorski studij matematike.

## Spor oko samostalnosti
Matematički odsjek je do 2010. u praksi funkcionirao kao poseban fakultet zvan "PMF – Matematički odjel", ignorirajući da je u sastavu PMF-a. Kao takav je bio upisan u registar visokih učilišta pri Ministarstvu znanosti, obrazovanja i športa, te u registar trgovačkih društava. 
Neslaganje matematike i ostalih, tada odjela, započeo je još 70.-ih godina kada je Matematički odjel manje trošio od ostalih odjela PMF-a kojima su trebala srestva za skupu aparaturu i potrošni materijal. Matematički je odjel Zakonom o udruženom radu dobio status OOUR-a, čime je dobio pravnu osobnost koju je do nedavno držao. Iako je Matematički odjel i dalje pravno podlijegao pod višu vlast Sveučilišta i PMF-a u čijem je sastavu bio, oni nisu imali efikasne pravne mehanizme da Odjel na išta natjeraju, jer je on kao zasebna pravna osoba mogao samostalno djelovati. Tako je odjel ignorirao promjenu naziva odjela u odsjek koju je proveo PMF 90.-ih godina, te se samoinicijativno proglasio posebnim fakultetom u sastavu Sveučilišta u Zagrebu, bez odobrenja Senata Sveučilišta. Ministarstvo, tada znanosti i tehnologije, je 2000. priznalo PMF – Matematički odjel kao poseban fakultet unatoč nepriznavanju toga od strane Sveučilište, čime je direktno povrijedilo autonomiju sveučilišta zajamčenu Ustavom. Sveučilištu, odnosno PMF-u koji je trebao rješiti taj problem, nije ostalo drugih mogućnosti osim sudskog spora, što je i pokrenuto i 2008. završeno u korist Sveučilišta, te je Matematički odjel brisan iz registra trgovačkih društava, gdje se upisuju i visoka učilišta.
PMF- Matematički odjel, u skladu sa svojim stavom da je zaseban fakultet, imao fakultetsko vijeće i dekana, te donosio studijske akte kao fakultet. PMF je ignorirao te činjenice smatrajući fakultetsko vijeće odsječkim vijećem, a dekana pročelnikom. U skladu s time PMF priznaje sve studente matematike kao svoje studente, a time i studente Sveučilišta u Zagrebu, priznajući im i potvrdu o diplomiranju PMF – Matematičkog odjela kao da je potvrda odsjeka koji je ovlašten davati takve potvrde. 

## Poznati bivši studenti matematike Sveučilišta u Zagrebu
Ovdje je dijelomičan popis bivših studenta matematike koji su studirali na Sveučilištu u Zagrebu, a ostvarili su zapažene karijere u svojoj profesiji.

### Profesori na stranim sveučilištima
- Mladen Bestvina – profesor matematike na University of Utah
- Jakša Cvitanić – profesor financijske matematike na California Institute of Technology
- Dragan Miličić – profesor matematike na University of Utah
- Krešimir Veselić  profesor matematike na Fernuniversitaet Hagen

### Gospodarstvo
- Darko Brborović – predsjednik Uprave OTP Investa
- Dinko Novoselec – predsjednik Uprave Allianz ZB, društva za upravljanje obveznim mirovinskim fondom
- Ivan Vidaković – predsjednik Uprave Microsoft Hrvatska

### Politika
- Arsen Bauk – ministar uprave (2011. – 2015.), saborski zastupnik
- Hrvoje Kraljević – ministar znanosti i tehnologije (2000. – 2002.), saborski zastupnik (1998. – 2000.,2002. – 2003.)
- Damir Bakić – jedan od inicijatora stranke Možemo! i saborski zastupnik

## Vanjske poveznice
- Matematički odsjek
- Prirodoslovno-matematički fakultet Sveučilišta u Zagrebu
- Sveučilište u Zagrebu

## Rerefence
1. ↑  Arhivirana kopija. Inačica izvorne stranice arhivirana 27. srpnja 2007. Pristupljeno 15. travnja 2009. journal zahtijeva |journal= (pomoć)CS1 održavanje: arhivirana kopija u naslovu (link)
2. ↑  http://narodne-novine.nn.hr/clanci/sluzbeni/2001_05_41_705.html
3. ↑  Arhivirana kopija. Inačica izvorne stranice arhivirana 17. siječnja 2012. Pristupljeno 15. travnja 2009. journal zahtijeva |journal= (pomoć)CS1 održavanje: arhivirana kopija u naslovu (link)